# Papubolbe gressitti
Papubolbe gressitti es una especie de mantis de la familia Iridopterygidae.

## Distribución geográfica
Se encuentra en Nueva Guinea.